# Oferta pública de adquisición
Una oferta pública de adquisición (OPA) de acciones u otros valores es una operación mercantil en la que una o varias sociedades (oferentes) realizan una oferta de compra de acciones a todos los accionistas de una sociedad admitida a cotización en un mercado oficial para, de esta forma, alcanzar una participación en el capital con derecho de voto de la sociedad (junto con la que ya se posea, en su caso) que sea significativa. El precio fijado en la OPA puede hacerse efectivo por el oferente mediante dinero, acciones o de forma mixta utilizando tanto acciones como dinero.
Como valores que puedan dar derecho a suscripción o adquisición de acciones, se encuentran también los derechos de suscripción, las obligaciones convertibles, warrants o similares.
Una de las finalidades de las OPAS puede ser la toma de control de la sociedad. Tras la presentación de una OPA de toma de control, aquellas terceras partes que también deseen alcanzar el dominio de la sociedad tienen la posibilidad de lanzar una OPA denominada "competidora" antes de que venza el plazo para acogerse a la primera. La OPA también puede tener como finalidad la exclusión, cuando el objetivo es abandonar el mercado bursátil comprando todas las acciones en circulación.

## Tipos de OPA

### OPA amistosa
Se considera una OPA amistosa cuando está aprobada por la cúpula directiva de la sociedad afectada o lo que es lo mismo; cuando existe un acuerdo tácito o expreso entre la empresa oferente (opante) y la dirección de la empresa opada. Una OPA hostil es, por el contrario, aquella que no goza de dicha aprobación.

### OPA obligatoria
Fundamentalmente, para defender los derechos de los accionistas, las legislaciones prevén determinados casos en los que es obligatorio realizar una oferta pública (OPA). Normalmente en procesos de toma de control de una entidad, exclusión de su cotización en Bolsa y en casos de reducción de capital.
Si la OPA se lanza por imperativo legal, deberá cumplir los requisitos marcados por la ley referidos a precio, condiciones para acogerse a la misma y alcance.

### OPA total
Una OPA total es aquella que se lanza sobre el 100% del capital de la empresa objetivo, mientras que será parcial si se realiza sobre un porcentaje del capital de la empresa opada. Actualmente en España, toda OPA que sea obligatoria por ley, tiene que ser total.

### OPA hostil
Una OPA hostil se refiere a aquella oferta pública de compra de acciones que no cuenta con el beneplácito de la sociedad opada y cuya dirección recomienda a los accionistas que no vendan. Generalmente la dirección de la empresa opada considera que el precio (o en su caso, el canje de acciones) ofrecido está por debajo del valor real de los activos de la empresa.
Es habitual que se dé una OPA hostil cuando los inversores estiman que el valor en bolsa de una sociedad está por debajo del valor de mercado de sus activos. Existe entonces un incentivo para ofrecer un precio por acción superior al precio en el mercado bursátil y conseguir así una participación en la empresa a un precio inferior al valor de los activos de dicha sociedad. En algunos casos, el objetivo de los opantes podría ser revender los activos ya sea en conjunto o troceados y obtener así el beneficio correspondiente a la diferencia entre el precio de adquisición durante la OPA y el valor de los activos de la empresa.

#### Defensa ante una OPA hostil
1. La joya de la corona: Este método de defensa se basa en vender el activo fijo más caro de la empresa que quiere ser adquirida, de forma que el valor de sus acciones bajará y la empresa perderá la mayor parte de su atractivo para los compradores. Es un riesgo alto de sufrir pérdidas, pero en general permitirá conservar la empresa.
2. La píldora envenenada: Consiste en que la empresa que quiere ser adquirida se endeude rápidamente, adquiriendo deudas por préstamos, financión o procedimientos similares. Con esto hará que el valor de sus acciones baje en picado y la empresa pierda valor y atractivo ante los adquisidores. Se corre un riesgo muy grande, ya que se perderá gran parte del valor de las acciones, pero se podrá conservar la empresa en su totalidad.
3. El caballero blanco: Este modo de defensa puede ser considerado de doble filo, puesto que se basa en protegerse y obtener ayuda de una segunda empresa considerada amistosa, dejándose ser adquirida por esta. Así, con este apoyo, los adquisidores iniciales perderán el interés por comprarla. Pero si no se hace una buena elección, la nueva empresa elegida como refugio podría hacer mal uso de su compromiso de prestar ayuda.

Las actuaciones anteriores, en efecto, son consideradas actuaciones que pueden impedir el éxito de la oferta. Por esa razón, queda expresamente prohibido por la Ley, excepto el "Caballero Blanco", tomar dichas decisiones sin la autorización previa de la junta general de accionistas.

## Algunos ejemplos notables
- 1990: Continental AG por Pirelli (fallida)
- 1992: Hoesch AG por Friedrich Krupp AG[2]
- 1999: Paribas por BNP (Francia)
- 2000: Elf Aquitaine por TotalEnergies (Francia) (más tarde nombre de la empresa: TotalEnergies)
- 2000: Mannesmann AG por Vodafone
- 2001: FAG Kugelfischer por INA Schaeffler
- 2004: Aventis por Sanofi
- 2004: PeopleSoft por Oracle Corporation (EE. UU.)
- 2005: BPB por Saint Gobain (Reino Unido)
- 2005: HypoVereinsbank por HypoVereinsbank
- 2006/07: Techem por Macquarie
- 2006: Arcelor por Mittal (Francia/Luxemburgo)
- 2006: Schering AG por Merck KGaA (fallida)
- 2007: ABN AMRO por un consorcio formado por RBS, Fortis y Banco Santander (Países Bajos)
- 2008: Continental AG por el Grupo Schaeffler
- 2010: Hochtief por el Grupo ACS
- 2014: Sika AG por Saint-Gobain (Suiza/Francia) (fallida)
- 2015: Deutsche Wohnen por Vonovia (fallida)